# Уреево-Челны
Уреево-Челны (Үри Чаллысы, Ури Авылы, ) — село в Рыбно-Слободском районе Республики Татарстан на реке Шумбутка в 40 километрах к северо-востоку от поселка городского типа Рыбная Слобода.

## История
Основано в XVII веке. В дореволюционных источниках упоминается также как село Богородское, Игим. В XVIII - 1-й половине XIX века жители относились к категории государственных крестьян. Занимались земледелием, разведением скота, портняжным промыслом. В начале XX века здесь функционировали Казанская-Богородицкая церковь (построена в 1771 году), земская школа (открыта в 1867 году), водяная мельница. В этот период земельный надел сельской общины составлял 1100 десятин.
До 1920 деревня входила в Шумбутскую волость Лаишевского уезда Казанской губернии. С 1920 года в составе Лаишевского кантона Татарской АССР. С 1927 года в Рыбно-Слободском районе, с 01.02.1963 в Мамадышском районе. В 1965 году вновь включено в состав Рыбно-Слободского района.

## Население
| 1782       | 1859 | 1897 | 1908 | 1920 | 1926 | 1938 | 1949 | 1958 | 1970 | 1989 | 2002 | 2010 |
| ---------- | ---- | ---- | ---- | ---- | ---- | ---- | ---- | ---- | ---- | ---- | ---- | ---- |
| 120 (муж.) | 555  | 738  | 836  | 735  | 559  | 558  | 349  | 266  | 433  | 110  | 89   | 63   |